# Beleg en val van Constantinopel (1204)

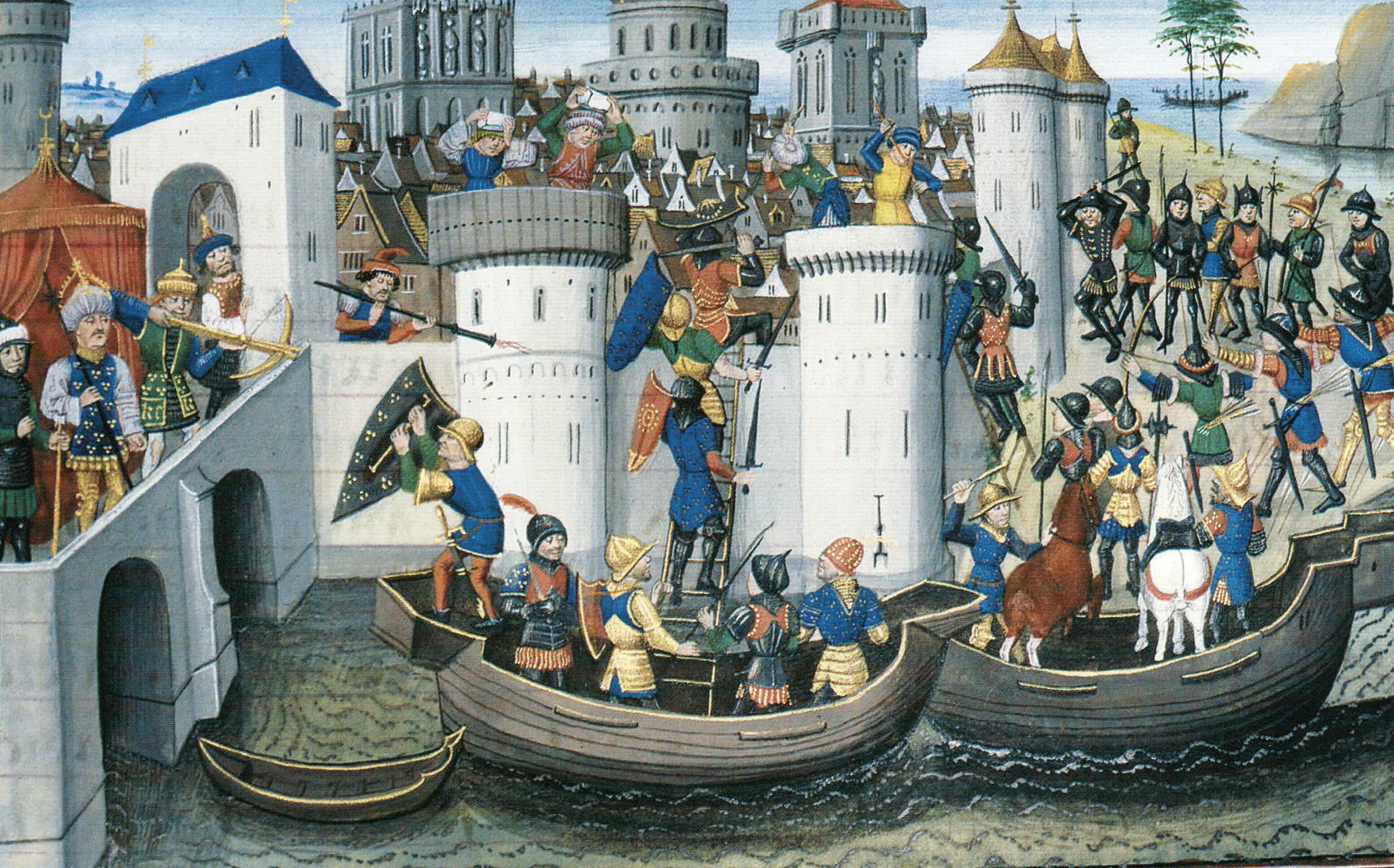

Een leger van kruisvaarders, georganiseerd in een zware militaire expeditie die Vierde Kruistocht wordt genoemd, had in 1202 de katholieke havenstad Zara ingenomen, gelegen in het huidige Kroatië. In samenwerking met bondgenoot Venetië, die tegen betaling schepen leverde, mengden de kruisvaarders zich vervolgens in de Byzantijnse opvolgingskwestie, onder inzet van bruut geweld en plundering. Met militaire hulp van de kruisvaarders die in 1203 een beleg sloegen om de stad, werd Alexios III gedwongen om af te treden zodat Alexios IV keizer kon worden. Alexios IV kon echter zijn beloftes aan de kruisvaarders, die verantwoordelijk waren voor het uitbreken van een grote brand, niet waarmaken. In zijn pogingen om eraan te voldoen, joeg hij de bevolking tegen zich in het harnas en uiteindelijk vermoordde een hoveling Alexios IV en besteeg de troon als Alexios V. De kruisvaarders eisten dat Alexios V de beloftes van zijn voorganger inwilligde, maar deze weigerde. De kruisvaarders vielen hierop de stad aan. Er volgden enkele dagen van hevige gevechten, vooral met de garde van Kievse Varjagen, Alexios V nam de vlucht en Constantijn XI Laskaris werd tot keizer uitgeroepen. Diezelfde nacht namen de kruisvaarders Constantinopel in.

## De inname
Op 12 april 1204 was het weer eindelijk gunstig voor de kruisvaarders. Een sterke noordenwind maakte het de Venetiaanse schepen mogelijk vanaf het water dicht bij de muren te komen. Ook waren er troepen die de muren vanaf het land bestormden. Na korte strijd slaagden ongeveer 70 man van de kruisvaarders in de stad door te dringen. Een aantal van hen slaagde erin gaten in de muur te slaan waardoor meer van hen de stad in konden kruipen en de Venetianen slaagden er ook ondanks bittere tegenstand van de Varjagen in over de muren te klimmen. De kruisvaarders namen daarna de Blachernae in in het noordwesten van de stad en van daaruit vielen zij de rest van stad aan. Als aanvalsmethode gebruikten ze een vuurwal, maar daarbij legden ze een nog groter deel van de stad in de as. Deze tweede brand maakte 15.000 mensen dakloos.
Gedurende drie dagen onderwierpen zij de stad aan verschrikkelijke plunderingen. De totale buit wordt geschat op een waarde 900.000 zilvermarken. 150.000 daarvan werd gebruikt om de schulden aan de Venetianen af te betalen. De kruisvaarders kregen maar 50.000, hoewel nog 100.000 gelijkelijk tussen Venetianen en kruisvaarders verdeeld werd. Waar het overige geld bleef is niet helemaal duidelijk, waarschijnlijk werd het verdonkeremaand door individuele kruisvaarders.

## Gevolgen van de plundering
De verliezen aan kunstschatten uit de Byzantijnse en Romeinse tijd, of nog ouder, zijn moeilijk te becijferen. De grote Keizerlijke Bibliotheek van Constantinopel raakte zwaar beschadigd. Ook de heiligdommen van de stad moesten het ontgelden ondanks alle gezworen eden en dreigende excommunicatie van de paus die gepoogd had de inname te voorkomen. Zijn schrijven zou echter zijn onderschept door leden van de clerus die andere plannen hadden.
Onder de gestolen of onder dubieuze omstandigheden verworven kunstschatten bevinden zich de staurotheek van Limburg en het Byzantijns patriarchaalkruis. De twee gouden reliekhouders met relikwieën van het Heilig Kruis werden vermoedelijk in 1204 door kruisvaarders meegenomen naar West-Europa. Eerstgenoemde kunstschat kwam terecht in de kerkschat van het Klooster van Stuben aan de Moezel. Na opheffing van dit vrouwenstift verhuisde het kleinood naar het Bisschoppelijk Museum in Limburg an der Lahn. Het patriarchaalkruis werd zes eeuwen lang bewaard in de schatkamer van de Onze-Lieve-Vrouwekerk te Maastricht. Sinds 1838 bevindt het zich in de schatkamer van de Sint-Pietersbasiliek in Rome.

## Na de inname
De kruisvaarders stichtten vervolgens het Latijnse Keizerrijk, met Boudewijn, graaf van Vlaanderen en Henegouwen als eerste keizer. De kruisvaarders kregen echter nooit het gehele Byzantijnse Rijk in hun macht. De gevluchte Byzantijnse adel stichtte een regering in ballingschap in Nicea, het keizerrijk Nicea, onder leiding van de broer van Constantijn XI. Er waren echter anderen die de Byzantijnse erfenis opeisten. Enige tijd voor de val van de stad had een telg uit het Komnenen-geslacht, dat eerder de keizerskroon gedragen had, met Georgische hulp Trebizonde ingenomen en ook in Epirus ontstond een opvolgerstaat.